# Калюжненский сельский совет (Лебединский район)
Калюжненский сельский совет (укр. Калюжненська сільська рада) — входит в состав
Лебединского района
Сумской области
Украины.
Административный центр сельского совета находится в 
с. Калюжное
.

## Населённые пункты совета
- с. Калюжное
- с. Вершина
- с. Гудымовка
- с. Забуги
- с. Корчаны
- с. Ляшки
- с. Радчуки
- с. Топчии
- с. Тригубы
- с. Черемуховка

## Ликвидированные населённые пункты совета
- с. Ищенки